# Bundesliga austriacka w piłce nożnej (2007/2008)
Bundesliga 2007/2008 (znana jako T-Mobile Bundesliga ze względów sponsorskich) była 97 edycją najwyższej klasy rozgrywkowej piłki nożnej na Austrii.
Brało w nim udział 10 drużyn, które w okresie od 10 lipca 2007 do 26 kwietnia 2008 rozegrały 36 kolejek meczów.
Obrońcą tytułu była drużyna Red Bull Salzburg. Mistrzostwo po raz trzydziesty drugi w historii zdobyła drużyna Rapid Wiedeń.

## Drużyny
| Uczestnicy poprzedniej edycji                                                                                 | Uczestnicy poprzedniej edycji | Uczestnicy poprzedniej edycji | Uczestnicy poprzedniej edycji |
| --- | ----------------------------- | ----------------------------- | ----------------------------- |
| RBS | Red Bull Salzburg             | 1                             |                               |
| RIE | SV Ried                       | 2                             |                               |
| MAT | SV Mattersburg                | 3                             |                               |
| RPD | Rapid Wiedeń                  | 4                             |                               |
| SVP | FC Pasching                   | 5                             |                               |
| AWI | Austria Wiedeń                | 6                             |                               |
| STR | Sturm Graz                    | 7                             |                               |
| ALT | SCR Altach                    | 8                             |                               |
| WKR | Wacker Tirol                  | 9                             |                               |
| Awans z I ligi                                                                                                |                               |                               |                               |
| LIN | LASK Linz                     | 1                             |                               |
| AKÄ | Austria Kärnten               | [ a ]                         |                               |
| Oznaczenia: - kolumna pierwsza – skróty nazw drużyn, - kolumna trzecia – miejsce zajęte w poprzednim sezonie. |                               |                               |                               |

## Tabela
| Lp. | Drużyna              | M  | Z  | R  | P  | B+ | B- | +/– | Pkt | Kwalifikacja lub spadek                      |
| --- | -------------------- | -- | -- | -- | -- | -- | -- | --- | --- | -------------------------------------------- |
| 1   | Rapid Wiedeń (M)     | 36 | 21 | 6  | 9  | 69 | 36 | +33 | 69  | Liga Mistrzów UEFA • II runda kwalifikacyjna |
| 2   | Red Bull Salzburg    | 36 | 18 | 9  | 9  | 63 | 42 | +21 | 63  | Puchar UEFA • I runda kwalifikacyjna         |
| 3   | Austria Wiedeń       | 36 | 15 | 13 | 8  | 46 | 33 | +13 | 58  | Puchar UEFA • I runda kwalifikacyjna         |
| 4   | Sturm Graz           | 36 | 15 | 11 | 10 | 60 | 41 | +19 | 56  | Puchar Intertoto UEFA (2008)                 |
| 5   | Mattersburg          | 36 | 13 | 14 | 9  | 55 | 43 | +12 | 53  |                                              |
| 6   | LASK Linz            | 36 | 14 | 11 | 11 | 54 | 47 | +7  | 53  |                                              |
| 7   | SV Ried              | 36 | 10 | 8  | 18 | 38 | 53 | −15 | 38  |                                              |
| 8   | Rheindorf Altach     | 36 | 8  | 12 | 16 | 37 | 64 | −27 | 36  |                                              |
| 9   | Austria Kärnten      | 36 | 8  | 9  | 19 | 26 | 58 | −32 | 33  |                                              |
| 10  | Wacker Innsbruck (S) | 36 | 6  | 11 | 19 | 32 | 63 | −31 | 29  | spadek do 1. Ligi austriackiej               |

1. ↑  Zdobywca Pucharu Austrii, SV Horn, nie został dopuszczony do Pucharu UEFA, ponieważ w tym sezonie Puchar Austrii był ograniczony do klubów amatorskich. Jego miejsce zajął trzeci zespół austriackiej Bundesligi.
2. ↑  1 lipca 2007 Wacker Tirol zmienił nazwę na Wacker Innsbruck.

## Wyniki
| Gospodarz \ Gość  | AKÄ | ALT | AWI | LIN | MAT | RWI | RIE | RBS | STU | WKR | AKÄ | ALT | AWI | LIN | MAT | RWI | RIE | RBS | STU | WKR |
| ----------------- | --- | --- | --- | --- | --- | --- | --- | --- | --- | --- | --- | --- | --- | --- | --- | --- | --- | --- | --- | --- |
| Austria Kärnten   |     | 1–1 | 2–1 | 1–4 | 1–1 | 1–2 | 0–3 | 1–0 | 0–0 | 2–0 |     | 1–1 | 0–1 | 2–1 | 1–0 | 0–2 | 0–0 | 0–0 | 0–2 | 0–2 |
| Rheindorf Altach  | 4–1 |     | 1–0 | 2–2 | 0–0 | 0–1 | 2–3 | 1–1 | 0–0 | 2–1 | 0–1 |     | 0–4 | 0–0 | 2–0 | 2–1 | 3–2 | 1–1 | 1–2 | 1–1 |
| Austria Wiedeń    | 1–0 | 1–0 |     | 1–1 | 2–2 | 2–2 | 2–1 | 2–2 | 1–0 | 6–1 | 0–1 | 1–1 |     | 0–0 | 0–0 | 0–0 | 2–0 | 3–1 | 1–2 | 2–1 |
| LASK Linz         | 1–0 | 2–0 | 1–1 |     | 0–2 | 2–0 | 1–0 | 4–1 | 2–2 | 5–0 | 4–0 | 3–0 | 2–1 |     | 2–1 | 1–2 | 1–0 | 1–1 | 1–2 | 3–3 |
| Mattersburg       | 5–2 | 4–1 | 0–1 | 0–0 |     | 3–2 | 5–1 | 1–1 | 2–2 | 3–1 | 1–0 | 3–3 | 1–1 | 1–0 |     | 1–0 | 1–1 | 3–2 | 1–1 | 2–1 |
| Rapid Wiedeń      | 4–0 | 0–2 | 0–0 | 4–4 | 1–0 |     | 4–0 | 1–0 | 1–5 | 3–1 | 2–1 | 3–0 | 2–0 | 2–0 | 3–1 |     | 4–0 | 1–3 | 2–1 | 4–1 |
| SV Ried           | 3–1 | 3–1 | 0–1 | 3–0 | 1–2 | 0–3 |     | 2–0 | 5–3 | 0–0 | 3–0 | 3–1 | 1–1 | 1–1 | 0–0 | 0–1 |     | 1–2 | 0–0 | 0–0 |
| Red Bull Salzburg | 3–0 | 4–1 | 0–1 | 2–1 | 2–1 | 2–1 | 2–0 |     | 4–1 | 3–1 | 1–1 | 4–0 | 2–0 | 4–0 | 4–0 | 0–7 | 2–0 |     | 3–0 | 2–0 |
| Sturm Graz        | 1–3 | 3–1 | 2–2 | 4–0 | 0–0 | 1–0 | 5–0 | 0–0 |     | 3–0 | 3–1 | 6–1 | 1–2 | 1–2 | 2–1 | 0–2 | 2–0 | 1–1 |     | 2–0 |
| Wacker Innsbruck  | 1–1 | 0–1 | 2–0 | 1–2 | 2–2 | 1–1 | 0–1 | 3–1 | 0–0 |     | 0–0 | 1–1 | 1–2 | 2–0 | 0–5 | 1–1 | 1–0 | 1–2 | 1–0 |     |

## Najlepsi strzelcy
| Bramki | Strzelcy          | Drużyna           |
| ------ | ----------------- | ----------------- |
| 16     | Alexander Zickler | Red Bull Salzburg |
| 14     | Mario Haas        | Sturm Graz        |
| 13     | Ivica Vastić      | LASK Linz         |
| 12     | Carsten Jancker   | SV Mattersburg    |
| 12     | Hamdi Salihi      | SV Ried           |
| 11     | Sanel Kuljić      | Austria Wiedeń    |
| 11     | Christian Mayrleb | LASK Linz         |
| 11     | Samir Muratović   | Sturm Graz        |
| 10     | Erwin Hoffer      | Rapid Wiedeń      |
| 10     | Steffen Hofmann   | Rapid Wiedeń      |

Źródło: .

## Stadiony
| Rheindorf Altach |
| ---------------- |
| Cashpoint Arena  |
| 8 500            |
|                  |

| Austria Kärnten  |
| ---------------- |
| Hypo Group Arena |
| 32 000           |
|                  |

| Austria Salzburg |
| ---------------- |
| Red Bull Arena   |
| 18 200           |
|                  |

| Austria Wiedeń     |
| ------------------ |
| Franz Horr Stadion |
| 17 500             |
|                    |

| LASK Linz    |
| ------------ |
| Gugl Stadion |
| 18 000       |
|              |

| SV Mattersburg |
| -------------- |
| Pappelstadion  |
| 15 100         |
|                |

| Rapid Wiedeń            |
| ----------------------- |
| Gerhard-Hanappi-Stadion |
| 18 442                  |
|                         |

| SV Ried                |
| ---------------------- |
| Fill Metallbau Stadion |
| 7 680                  |
|                        |

| Sturm Graz |
| ---------- |
| UPC-Arena  |
| 16 364     |
|            |

| Wacker Tirol      |
| ----------------- |
| Tivoli Neu        |
| Pojemność: 16 008 |
|                   |

Źródło: ..